# Spathiphyllum diazii
Spathiphyllum diazii är en kallaväxtart som beskrevs av Thomas Bernard Croat. Spathiphyllum diazii ingår i släktet Spathiphyllum och familjen kallaväxter. Inga underarter finns listade.